# Asbach-Bäumenheim
Asbach-Bäumenheim è un comune tedesco di 4 309 abitanti, situato nel land della Baviera.